# Friedhof Kaulsdorf

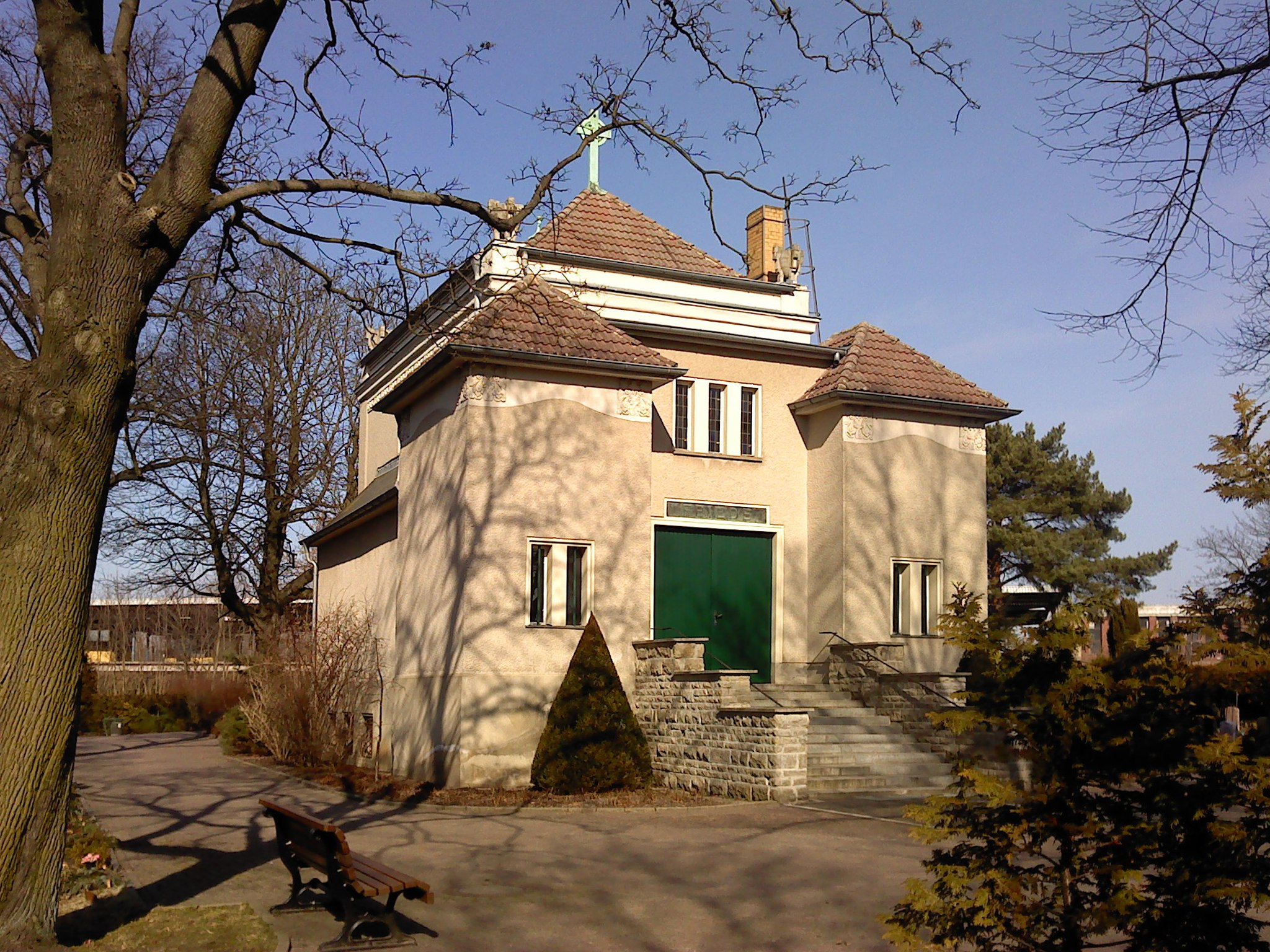
Feierhalle

Der Friedhof Kaulsdorf ist ein landeseigener Friedhof in Berlin-Kaulsdorf. Er liegt an der Dorfstraße 23, unmittelbar südlich des S- und U-Bahnhofs Wuhletal. Er ist in Dreiecksform angelegt und wird im Norden von der Bahnstrecke Berlin–Kostrzyn, im Südosten von der Dorfstraße und im Westen von der Wuhle begrenzt.
Der 2,4 ha große Friedhof wurde 1911 als Nachfolger des Dorffriedhofs und des Gemeindefriedhofs Brodauer Straße neu angelegt. Die erste Bestattung fand am 19. August 1911 statt.
Eine Besonderheit des Friedhofs ist die terrassenförmige Gestaltung der Grabfelder. Damit wurde versucht, das hügelige Terrain zwischen dem Höhenzug des Barnim und dem Wuhletal auszugleichen. Von einigen Stellen des Friedhofs ist dadurch ein weiter Blick ins Wuhletal und zur Biesdorfer Höhe möglich.
Auf dem Friedhof gibt es acht Gräber von Opfern von Krieg und Gewaltherrschaft und einen kleinen Hain als Ort der Besinnung.
Im Jahr 1996 wurden Wasserleitungen und Wege auf dem Friedhofsgelände erneuert und ein Friedhofsgebäude errichtet, in dem auch Besuchertoiletten eingerichtet wurden.

## Grabstätten bekannter Persönlichkeiten
- Ernst Edler von der Planitz (1857–1935), Schriftsteller
- Sergei Schilkin (1915–2007), Unternehmer
- Werner Kukelski (1920–1995), Oberstleutnant im Ministerium für Staatssicherheit der DDR
- Bruno Lietz (1925–2005), Minister für Land-, Forst- und Nahrungsgüterwirtschaft der DDR
- Willy Moese (1927–2007), Karikaturist
- Manfred Böttcher (1933–2001), Maler
- Karl-Günter Möpert (1933–2014), Bildhauer
- Helga Labudda (1935–2014), Schauspielerin
- Dieter Karpinski (1940–2007), Diakonie-Direktor
- Günter „Jimmy“ Hoge (1940–2017), Fußballspieler
- Helge Jung (1943–2013), Komponist